# Eliseo Pontremoli
Eliseo Graziadio Pontremoli (in ebraico:אליזו גרוזידיו פונטרמולי; Casale Monferrato, 15 settembre 1778 – Nizza, 21 agosto 1851) è stato un ebraista, esageta biblico, scrittore, poeta, professore, rabbino, intellettuale, filosofo, traduttore, giudice, diplomatico, funzionario italiano, fu Gran Rabbino e capo della comunità ebraica di Nizza.
Fu uno dei maggiori sostenitori italiani della corrente "anti-Caraita" insieme ad Isacco Samuele Reggio e Avraham Cologna. Con quest'ultimi è considerato uno dei più illustri rappresentanti del rabbinato italiano del XVIII secolo.

## Biografia
Eliseo Graziado Pontremoli nacque nel 1778 da Esdra Pontremoli (nato a Casale Monferrato il 10 marzo 1736, e morto a Casale Monferrato il 6 dicembre 1816), mercante e banchiere, e da Rachele Pescarolo.
Crebbe in una distinta famiglia di Casale, le cui origini risalgono al XV secolo, a cui appartenevano illustri rabbini italiani e turchi tra i quali Gabriel Pontremoli, Hiyya Pontremoli e Benjamin Pontremoli. Suo padre, sebbene non fosse lui stesso un rabbino, incoraggiò la decisione di suo figlio di perseguire una formazione religiosa, anziché intraprendere la carriera commerciale, come apparentemente sembrava essere la prima propensione di Eliseo.
Il 17 dicembre 1799 venne nominato rabbino capo della comunità di Ivrea, succedendo al rabbino Salomon Levi Foà di Modena. Durante la sua permanenza ad Ivrea tradusse e divulgò i principali scritti giacobini, per poi dedicare una poesia a Napoleone Bonaparte, a dimostranza del sostegno della comunità ebraica verso le riforme napoleoniche. Nel 1809 si sposò con Bella Mazal Tov Olivetti, nipote di Laudadio Formiggini ed esponente di una importante famiglia ebraica da cui trae origine anche Camillo Olivetti. Nel 1814 Eliseo si spostò a Chieri, nei pressi della capitale sabauda, ove risiedevano già molti dei suoi parenti. Lo stesso anno venne nominato rabbino capo di Chieri, e incominciò a partecipare all'Accademia degli irrequieti ivi istituita ad inizio ottocento. Qui nacquero alcuni suoi figli, tra cui il noto rabbino Esdra Pontremoli e Raffaele Pontremoli, pittore ritrattista ufficiale dei Savoia. Ricoprì l'incarico di rabbino capo di Chieri sino al 1833. A Ivrea e Chieri riuscì, grazie alle relazioni diplomatiche instaurate con le istituzioni, a evitare alcuni interventi discriminatori nei confronti delle comunità da lui rappresentate.
(Flaminio Servi)
Nel 1833 venne promosso Gran Rabbino di Nizza, dove sorgeva una delle più fervide comunità ebraiche. Dovette sostituire la figura controversa di Abraham Belaish (1773-1853), che a causa di alcuni affari aveva messo in cattiva luce la comunità ebraica di Nizza. In questo periodo dovette inoltre scontrarsi con i rappresentanti della comunità laica ebraica che volevano togliere il potere decisionale e il riconoscimento economico che veniva dato al rabbino capo.
Durante la sua carriera rabbinica svolse anche le attività di diplomatico e di giudice, che gli valsero i soprannomi di "Le bon Pontremoli" e "Monsieur le grand rabbin". Grande sostenitore della corrente illuministica ebraica di Moses Mendelssohn scrisse centinaia di opere, che furono poi raccolte dal noto ebraista Moritz Steinschneider verso la fine del XIX secolo. Morì il 21 agosto 1851 a Nizza. Nel settembre 1851, su proposta del ministro dell'interno francese Léon Faucher, gli venne intitolata una via nel centro di Nizza, oggi ridenominata "Rue Georges Ville".
Molte sue opere sono conservate presso archivi pubblici e collezioni private a Oxford, New York, Amburgo, Francoforte, Parigi e Mosca.

## Opere (parziale)
- Eliseo Pontremoli: "Sonetto nelle nuziali festivita del Jacob Vitale d'Alessandria colla Eva Levi di Vercelli", 1799, Ivrea;
- Eliseo Pontremoli: "Dissertazione e diffesa della legge orale, ossia tradizione", 1843, Nizza;[6]
- Eliseo Pontremoli: "Tiqwat Yesharim ve-Sheerit Nefesh", 1837, Nizza. Con traduzione e commento in ebraico dei testi di Jean Racine e Francesco Petrarca;
- Eliseo Pontremoli: "Sonetto nelle nuziali festivita del Jacob Vitale d'Alessandria colla Eva Levi di Vercelli", 1799, Ivrea;
- Solomon Pappenheim, traduzione in ebraico del Rav. Eliseo Pontremoli: "Shishit Ha-Efa", 1813, Ivrea;
- Paul Henri Thiry d'Holbach, traduzione in ebraico del Rav. Eliseo Pontremoli: "Il cristianesimo svelato. Analisi dei principi e degli effetti della religione cristiana", 1847, Nizza.

## Riconoscimenti
- Intitolazione di una via in suo onore a Nizza: "Avenue Elisee Pontremoli". Nel decreto del presidente francese Marie François Sadi Carnot e del ministro Ernest Constans il Pontremoli viene celebrato per le iniziative di cui si fece carico per servire la società durante l'epidemia di colera. Viene in tal senso accostato per nobiltà ed eroismo alle figure di Henri-François-Xavier de Belzunce de Castelmoron e di Chevalier Roze.[7]